# Predicted Environmental Concentration
Die Predicted Environmental Concentration (PEC) (vorhergesagte Umweltkonzentration) ist ein theoretischer Wert, der die Konzentration einer Substanz angibt, welche in der Umwelt erwartet wird. Hierbei werden Faktoren wie Abbau und Verteilung berücksichtigt.
Wichtige Faktoren sind in aquatischen Systemen beispielsweise:
- Gewässertyp
- Windrichtung
- Abstand zum Gewässer
- Ufervegetation
- Vegetation des Gewässers
- Böschungsprofil
- Gewässerprofil
- Gewässerbreite und -tiefe
- Wassermenge
- Austrocknung
- Rückzugsräume des Gewässers

- Produktionsmenge des Substrats
- Einsatzbereich (z. B. Getreide oder Weinbau) des Substrats
- Physikalisch-chemische Eigenschaften des Substrats.

Zur Schätzung der Exposition von Oberflächengewässern durch Pflanzenschutzmittel werden PEC-Werte mit Hilfe eines probabilistischen Verfahrens ermittelt. Hierfür werden zunächst verschiedene Regressionsanalysen zur Modellierung der Abdrift durchgeführt. Anschließend wird die ausgewählte Abdriftverteilung mit verschiedenen Verteilungsansätzen für die Aufwandmenge und das Gewässervolumen kombiniert.
Aus PEC und PNEC wird dann in der Risikobewertung der Risikoquotient RCR (Risk Characterisation Ratio) für die Umwelt wie folgt errechnet:
{\displaystyle RCR={\frac {PEC}{PNEC}}}